# Estlands historia

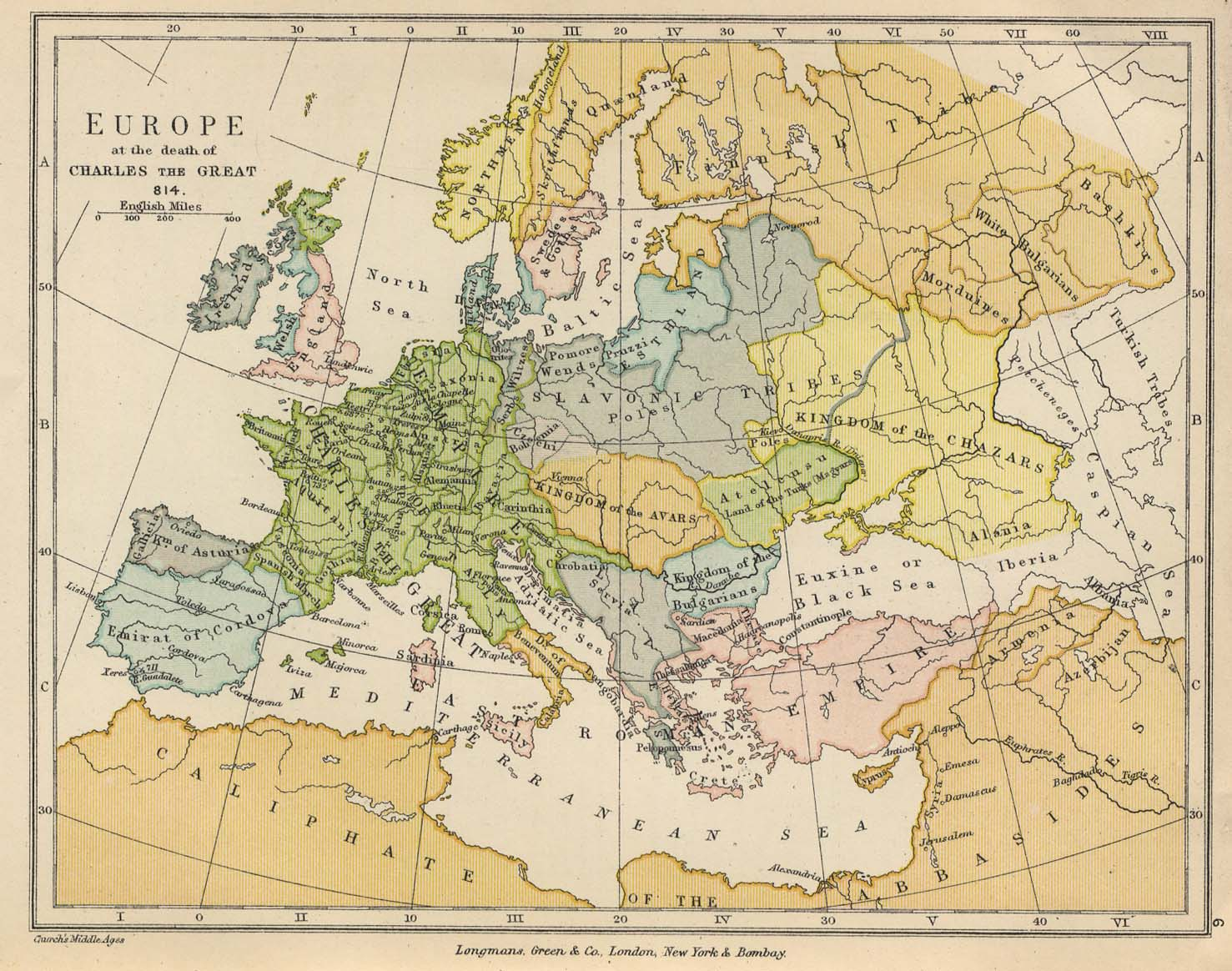
Europa 814.

Estlands historia har rötter åtminstone til 800-talet. Området har befolkats av ester i flera tusen år, och sedan medeltiden har området haft befolkning och påverkan från Sverige, Danmark och det tyska språkområdet. På 1700- och 1800-talet var landet styrt av Ryssland, och under den sovjetiska perioden var ryska och rysk kultur starka i landet. Mellankrigstiden och tiden efter Berlinmurens fall har varit perioder av självständighet, med estnisk kulturell utveckling.

## Historia fram till medeltiden
År 98 skriver den romerske historikern Tacitus i sin bok Germania om stammen aesti men det är inte klart om han menar förfäder till esterna.
Esterna omnämns första gången omkring år 800. Estland har redan under vikingatiden stått i förbindelse med Skandinavien, och det är troligen från denna tid den svenska befolkningen på västkusten och öarna härstammar, men det råder stor osäkerhet om dessa uppgifter.
De försök att vinna inflytande i Estland, som på 1200-talet gjordes från Danmark, strandade likasom ryssarnas bemödanden att från det 1030 grundade Dorpat erövra Estland. 1132 led storfursten Vsevolod ett avgörande nederlag mot esterna, vilket gjorde slut på Republiken Novgorods härskarlusta.

### Danskt styre och tyskspråkig adel

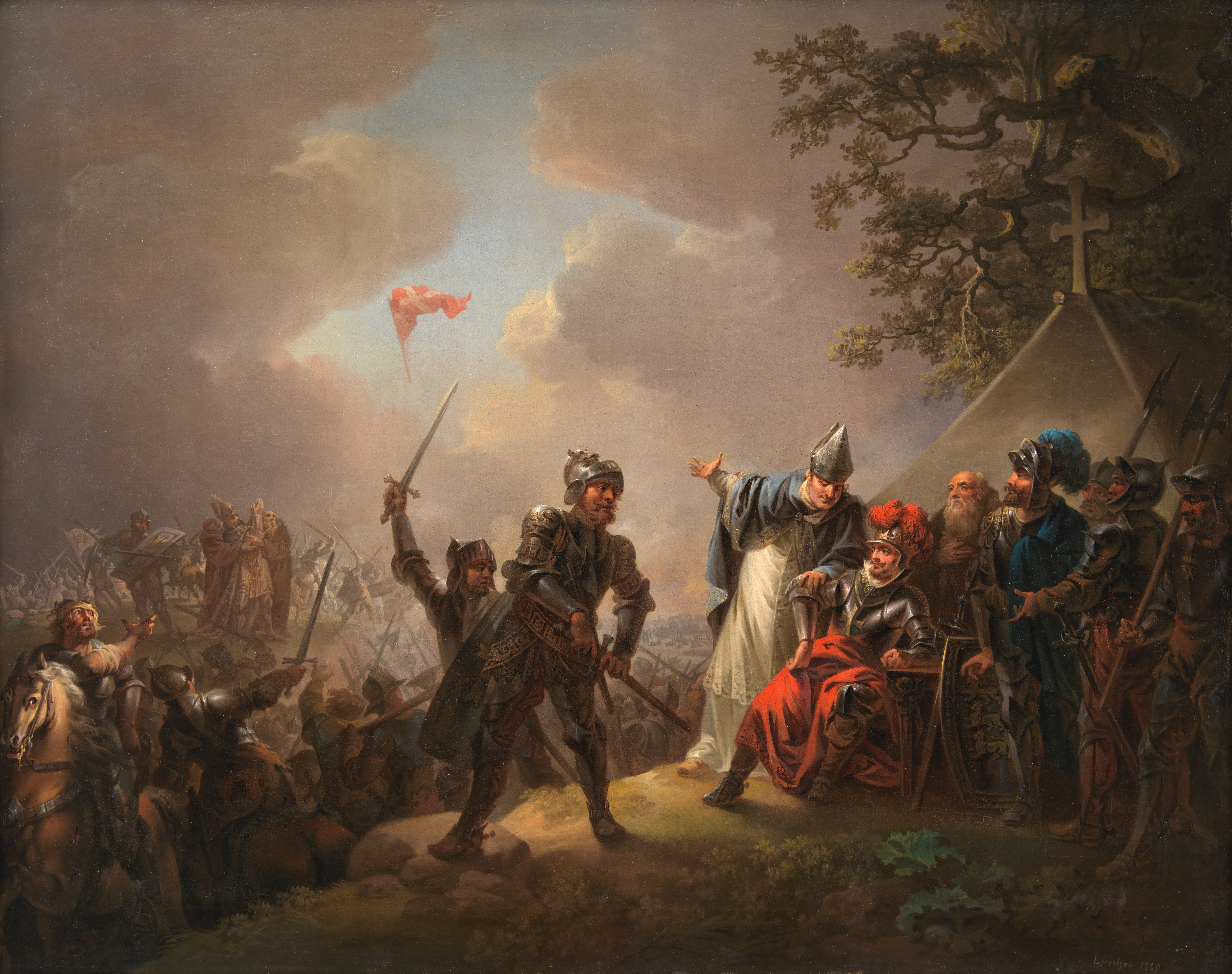
Slaget 1219.

1208 började tyskar från Livland inkräkta Estland, men esterna ingick förbund med Republiken Novgorod, och mot den hotande faran sökte biskop Albert av Riga hjälp hos Valdemar Sejr av Danmark. 1219 besegrade konungen esterna i slaget vid Lindanäs och genom fördraget vid Steenby 1238 ordnades, efter det första stora estniska upprorets undertryckande, förhållandet mellan Danmark och Livland så, att tyskarna behöll Jerwen, vilket tillföll Tyska orden, och Wiek, vilket jämte Ösel skulle utgöra det tyska biskopsstiftet Ösel-Wiek. Med denna kolonisering följde en invandring av tyskspråkig adel, köpmän och hantverkare (se balttyskar).
Landskapen Harrien och Wierland förblev under danska kronan, men trädde redan 1304 i den närmaste förbindelse med Livland genom att ingå i den då bildade "livländska konfederationen", vilken avsåg att hindra utländsk inblandning i livländska angelägenheter.

### Tyska orden
24 april 1343 utbröt det andra stora estniska upproret, mot vilket den danska kolonin stod maktlös. Den måste söka hjälp hos Tyska orden, vilken undertryckte upproret och 1346 genom köp av danska kronan förvärvade även den formella överhögheten över Harrien och Wierland. De estländska vasallerna, staden Reval och biskopen av Reval, bildade numera självständiga grupper inom den livländska konfederationen, med ordensmästaren som "landsherre".
På kongressen i Danzig 1397, vilken i många avseenden har varit av avgörande betydelse för Livlands historia, medgav högmästaren Konrad von Jungingen åt det estländska ridderskapet arvsrätt till länsgodsen även på kvinnolinjen (den så kallade "Jungingensche Gnade"), varigenom dessas förvandling till privategendom i hög grad befordrades.
Många Svenskar sökte sig till Tallinn och på 1400-talet var ungefär elva procent av innevånarna Svenskar. 
Estland kallades på medeltiden även Rugia eller Rogia. Och fram till 1700-talet kallade ryssarna orten Narva Rugigorod.

## Svenska Estland
De tyska korsriddarna kom att anklagas för att behandla den stora massan av folket på ett upprörande sätt. "De lever som djur, hanteras som djur och dör som djur", skrev en tysk geograf på 1500-talet om de estländska bönderna.
Reformationen försvagade ordensstaten och den föll samman 1558 vid ett ryskt angrepp. Landskapen i norra Estland (Harrien, Jerwen och Wierland) ställde sig under svenskt beskydd 1561. Övriga delar av det som idag är Estland tillföll Danmark (Ösel och Wiek) och Polen (Livland). År 1582 blev även Wiek svenskt, och bildade tillsammans med de andra estländska landskapen det som historikerna numera kallar Svenska Estland. 1629 blev även Livland svenskt, och 1645 införlivades Ösel i Svenska Livland. Efter freden i Nystad 1721 avträdde Sverige både Estland och Livland till Ryssland.

## Den tsarryska tiden
Under hela den svenska och ryska tiden förblev det nuvarande Estland administrativt delat mellan hertigdömet Estland i norr och Livland i söder.
1700 började Stora nordiska kriget, och 1710 kom Estland i ryssarnas händer. Adelns sympatier för det autokratiska Ryssland och Patkuls förräderi påskyndade erövringen. 28 september samma år kapitulerade Reval och det estländska ridderskapet, varvid Peter I stadfäste den estniska adelns gamla privilegier och återlämnade till godsherrarna största delen av de genom reduktionen indragna godsen. Genom freden i Nystad 1721 avträddes Estland och Livland formellt till Ryssland, där de styrdes som guvernementet Estland respektive guvernementet Livland.
Snart sökte dock den ryska regeringen inskränka landets rättigheter, medan den å andra sidan lät bönderna bli alltmer beroende av godsägarna, bönderna blev nu i praktiken livegna. Då under Alexander I inskränkning i livegenskapen och nedsättning i böndernas skyldigheter, slutligen även dyrbara mätningar och boniteringsarbeten för att normera böndernas skyldigheter fordrades, höll adeln för sig fördelaktigast, att livegenskapen upphävdes, vilket skedde genom en ukas 1816. I vederlag fick ridderskapet all bondejord i oinskränkt ägo, och i stället för "wacken-bucherna" med deras fixerade skyldigheter kom "fria kontrakt", genom vilka den "frie bonden" som den svagare parten förblev fortfarande utan jord.
Genom lagar 1856 och 1859 överläts en del av jorden uteslutande åt bönderna som arrende, men på 1860-talet började de få köpa den, i allmänhet till taxeringsvärdet, varvid en adlig "kreditkassa" förskotterade 2/3 av köpeskillingen mot låg ränta och lång amortering.
I följd av estniska bondedeputationers besvär vid ryska hovet vidtogs 1882 en, av sekreteraren Manassein utförd revision av förhållandena i östersjöprovinserna, och som frukter därav är att betrakta upphävandet av det feodala domstols- och polisväsendet och folkskolans skiljande från kyrkan. Men tillika utträngdes tyska och estniska språken ur alla styrelseverk och skolor, i och med folkskolorna, och ersattes med ryska, och den evangelisk-lutherska kyrkan utsattes för en förföljelse till förmån för den rysk-ortodoxa. Russifieringen genomfördes med stränghet, och samtidigt vidtog, med regeringens understöd, ett systematiskt arbete att hetsa mot varandra ester och tyskar. De senare sades ha stulit jorden från de förra, mellan vilka den åter skulle delas.

### Nationell rörelse och självständighetssträvanden

Estlands flagga

Under 1800-talets andra hälft började en nationell estnisk rörelse växa fram genom en kulturell rörelse som propagerade för estniska i utbildningen och en estnisk litteratur utvecklades. Från 1869 hölls estnisk sångfestivaler återkommande. 1861 publicerades nationaleposet Kalevipoeg som skapats av Friedrich Reinhold Kreutzwald. Ledande personer inom den estniska nationella rörelsen var Carl Robert Jakobson (1841–1882), Jakob Hurt (1839–1907) och Johann Voldemar Jannsen (1819–1890). Jannsen skrev nationalsången Mu isamaa, mu õnn ja rõõm som 1920 blev Estlands nationalsång. Estlands flagga i färgerna blått, svart och vitt började användas på 1880-talet i samband med studentprotester mot den ryska ockupationsmakten. 
Därigenom samt i följd av språktvånget och ekonomiska svårigheter utbröt 1905 i östersjöprovinserna ett uppror, riktat mot rysk autokratism och tyskarna: domstols- och poliskamrarnas handlingar brändes upp, och i december lades i Estland omkring 100 herrgårdar och brännvinsbrännerier i aska. Till rörelsen slöt sig i början inte endast proletärer som saknade inkomst, utan även arrendatorer och jordinnehavare bland bönderna, av vilka många förbittrats över de höga arrendena och lösesummorna för jorden. I januari 1906 kom militäriska "straffexpeditioner" till Estland, som under befäl av adliga officerare och efter anvisningar av godsägare i trakten lät de upproriska slita spö och sedan nedskjutas. På de svenska öarna förekom inga uppror, men befolkningen nödgades efter esternas undertryckande utlämna alla sina eldvapen.

## Mellankrigstiden

### Estland blir självständigt

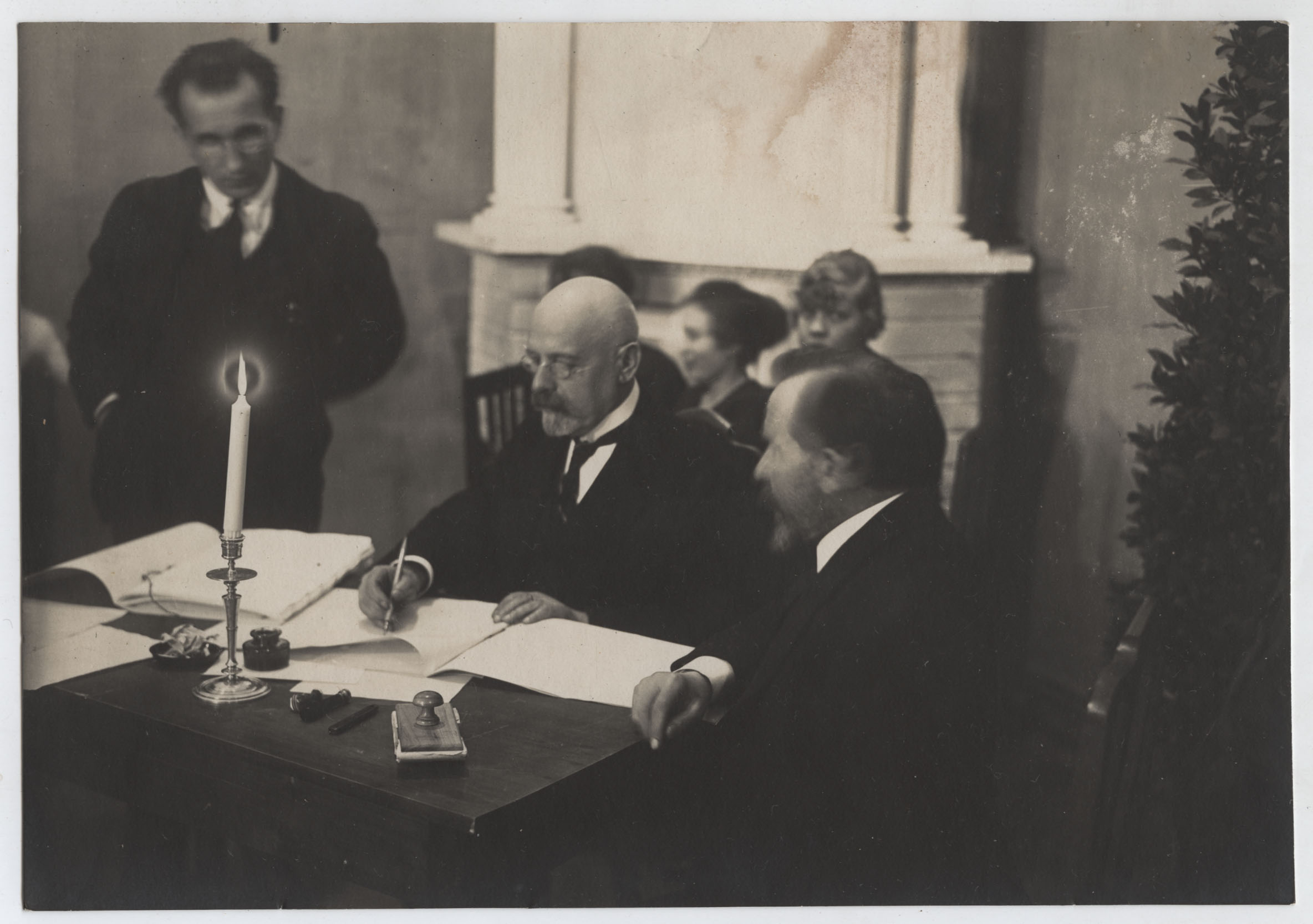
Jaan Poska skriver under Fredsfördraget i Dorpat.

Den 24 februari 1918 utropades republiken Estland. En provisorisk regering bildades under Konstantin Päts ledarskap. Redan dagen därpå ockuperades landet av Tyskland, som erhållit Estland från Ryssland i den senare ogiltigförklarade freden i Brest-Litovsk. Efter det tyska nederlaget i första världskriget i november 1918 lämnade dock tyskarna Estland. Några dagar efter den tyska reträtten invaderades landet av ryska trupper. Under 1919 utkämpades det estniska frihetskriget mellan den ryska Röda armén och estniska trupper med stöd av bland andra finska frivilliga. 
Den 2 februari 1920 slöts fred med Ryssland (sedermera Sovjetunionen) i Dorpat (estniska: Tartu) varvid Estlands självständighet erkändes från rysk sida. År 1921 blev Estland medlem av Nationernas förbund. Den nya staten omfattade, liksom idag, före detta hertigdömet Estland, öarna Dagö och Ösel, samt norra hälften av Livland. Livland delades mellan Estland och Lettland efter språkgränsen mellan ester och letter.

### Politiska oroligheter
I mars 1934 genomfördes en statskupp där riksäldsten Konstantin Päts tillsammans med överbefälhavaren general Johan Laidoner, efter folkomröstning, införde en semi-auktoritär konstitution och införde undantagstillstånd för att bemöta det växande inflytandet för den högerextrema Vapsrörelsen. År 1935 förbjöds de politiska partierna, istället bildades Fosterländska förbundet som stöd åt regeringspolitiken. Den nya politiken gick ut på inrikespolitisk försoning och utmynnade i en författningsrevision 1937 då landet fick ett tvåkammarparlament. År 1938 valdes Päts till statspresident på 6 år. Vid denna tid var den ekonomiska krisen över och landet blomstrade materiellt och kulturellt.

## Andra världskriget och Estniska SSR

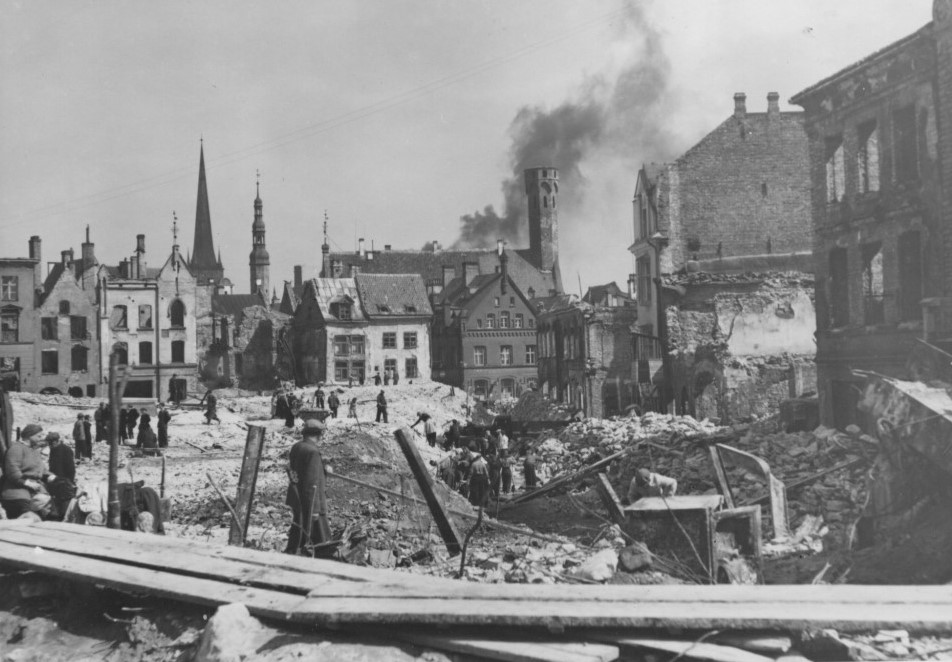
Tallinns gamla stadsdel efter att ha bombats av det sovjetiska flygvapnet 1944

Trots att landet slutit nonaggressionspakter med Sovjetunionen (1932 och 1934) och Tyskland (1939) drogs det in i den tysk-sovjetiska byteshandeln. När Hitler och Stalin delade upp Europa i intressesfärer 1939 tillföll Estland den sovjetiska. Omkring 14 000 tyskar överflyttades från Estland till Tyskland på tysk initiativ. Efter Polens sammanbrott 1939 krävde Sovjetunionen flyg- och flottbaser på estniskt territorium. Dessa baser användes sedan då Sovjet angrep Finland 30 november 1939. Den estniska statsledningen tvingades acceptera detta samt underteckna en biståndspakt med Sovjetunionen. En ny regering tillträdde, vilken sökte föra en mer sovjetvänlig politik. Trots detta anklagade Sovjetunionen den nya regeringen för sovjetfientlighet varpå sovjetiska styrkor besatte landet 1940. Ett nytt parlament utsågs i strid med författningen, vilket var lojalt med Sovjetunionen. Detta illegitima parlament proklamerade sedermera Estlands anslutning till Sovjetunionen. Genom anslutningen till Sovjet ombildades Estland till en sovjetrepublik 21 juli 1940 – Estniska SSR. 2 000 ledande personer inom politiken, näringslivet och armén avrättades eller deporterades till Sibirien.
I juli 1941 intogs Estland av tyska trupper. I samband med att Tysklands östfront bröt samman bildades en författningsenlig regering i Estland i september 1944. När sedan Sovjetunionen ånyo besatte landet i oktober 1944 avsattes denna regering och sovjetstyret återinsattes. Under krigets slutskede flydde omkring 100 000 ester, främst till Tyskland och Sverige (omkring 30 000). 
Under sovjettiden 1944–1991 deporterades omkring 75 000 ester till övriga delar av Sovjetunionen, främst Sibirien. Den deporterade befolkningen ersattes av åtminstone 300 000 ryssar. Politiskt och kulturellt dominerades Estniska SSR av dess ryska befolkning.
Andra världskriget gjorde att Estland förlorade 45 procent av sin industri och 40 procent av järnvägarna var förstörda. Landets befolkning hade minskat med 200 000. Över 80 000 ester hade flytt landet 1940–1944. Den antisovjetiska motståndsrörelsen Skogsbröderna, på estniska Metsavennad, etablerade sig på landsbygden och opererade in på 1950-talet. Den sista skogsbrodern som hittades var August Stabbe som upptäcktes 1978.
1980 arrangerades seglingarna vid de Olympiska spelen i Estlands huvudstad Tallinn vilket föranledde flera stora projekt. Bland annat byggdes förutom själva den olympiska anläggningen i Pirita i östra Tallinn även den nya flygplatsbyggnaden, konserthallen Linnahall i hamnen och höghushotellet Olümpia.

## Åter självständigt

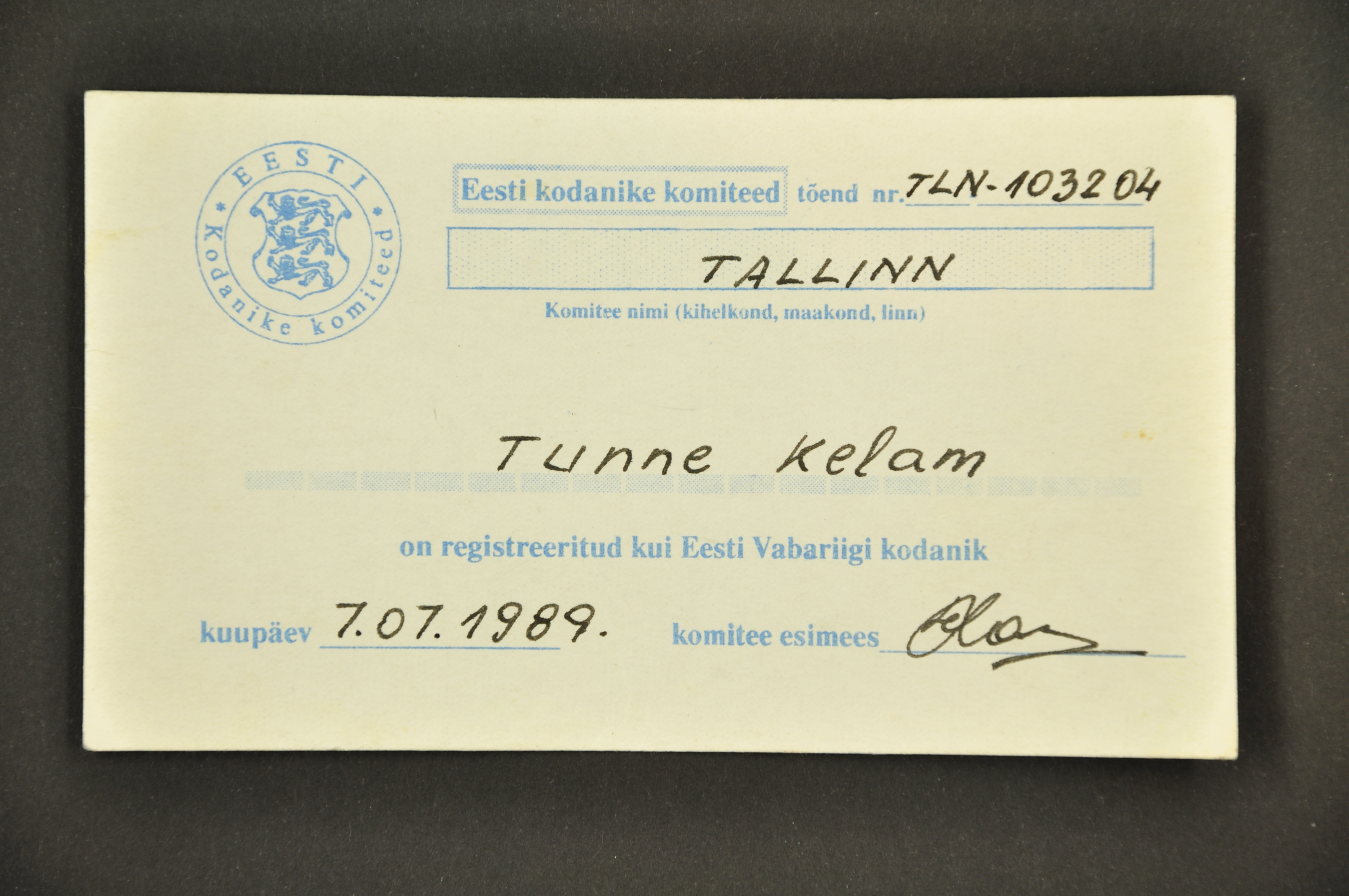
Registrering kort för estniskt medborgarskap från 1989.

I slutet av 1980-talet växte protesterna mot Sovjetregimen. 11 september 1988 samlades 300 000 ester i Tallinn för att delta i "den sjungande revolutionen".
Den sovjetiska tiden upphörde 20 augusti 1991 då Estland förklarade sig självständigt, vilket erkändes av Sovjetunionen den 6 september. Landet har strävat efter snabb integration i Västeuropa. Den 17 september 1991 blev Estland medlem av Förenta nationerna, den 29 mars 2004 av Nato och den 1 maj 2004 av Europeiska unionen.
Färjetrafiken till Helsingfors och Stockholm blev snabbt av ekonomisk betydelse och blev en tidig symbol för de återöppnade förbindelserna med Norden. Idag domineras passagerartrafiken från Tallinn av Tallinkrederiet, som även äger finska Silja Line. Estoniakatastrofen 1994 påverkade Estland starkt, då flera hundra passagerare och besättningsmedlemmar från hela landet omkom.
Estlands konstitution är övervägande parlamentarisk och landet utvecklade under åren efter självständigheten ett nytt partisystem, som kännetecknats av en rad nybildningar och sammanslagningar mellan mindre partier. Politiskt har det liberala Estniska reformpartiet och det socialliberala Estniska centerpartiet dominerat 2000-talets politik, och premiärministern har oftast kommit från något av dessa mittenpartier. Den förste presidenten som valdes efter självständigheten var den konservative politikern och författaren Lennart Meri, som satt kvar till 2001. En av hans mer kända efterföljare är den Sverigefödde socialdemokraten och diplomaten Toomas Hendrik Ilves, som var president från 2006 till 2016.
Estland har under slutet av 1900-talet och början av 2000-talet byggt upp ett starkt IT-kluster med företag som Skype, och har sökt profilera sig som ett föregångsland inom bland annat elektroniska medborgartjänster som val. Ett annat område där Estland rankas högt i internationella jämförelser är elevresultaten inom utbildningssystemet.
Bland de utmaningar som landet mött under 2000-talet finns frågan om den stora rysktalande minoritetens roll och rättigheter i landet, där Tallinnförorter som Lasnamäe och gränsregionen kring Narva sedan sovjettiden till stora delar är rysktalande. Många rysktalande ansökte efter självständigheten om ryskt medborgarskap eller blev statslösa. 2016 infördes lättnader i den medborgarskapslag som tidigare haft språkkunskaper i estniska som krav, genom att barn födda i Estland till statslösa föräldrar automatiskt ges medborgarskap och personer över 65 undantas från språkkravet. Frågan har bland annat tagit sig uttryck i konflikten kring Bronssoldaten 2007 och andra historiska monument från sovjettiden, och förhållandet till grannlandet Ryssland fortsätter att vara spänt. Liksom i många andra länder finns också en stor strukturell skillnad mellan de större städernas i genomsnitt yngre och välutbildade befolkning och en landsbygd som till viss del påverkas av problem som fattigdom, avfolkning och stigande medelålder.

## Estland som EU-medlem
Efter 2004 gick Estland i december 2007 med i schengensamarbetet. Staden Tallin var 2011 tillsammans med Åbo europeisk kulturhuvudstad. Samma år blev Estland en del av euroområdet. Landet har mer gemensamt med sina nordliga grannar än med de andra staterna från Baltikum. Det pekades bland annat ut av den tidigare presidenten Toomas Hendrik Ilves. Estland drabbades inte lika hård av finanskrisen 2007–2008 jämförd med grannländerna. Det beror troligtvis av invånarnas traditionella köpvanor och bra finansreserv hos regeringen. Trots allt blev flera personer arbetslösa.